# Akim du Cap Vert
Akim du Cap Vert, född 23 februari 2010, är en fransk varmblodig travhäst. Han tränades och kördes av sin ägare Franck Anne.
Akim du Cap Vert började tävla i augusti 2012 och inledde med en tredjeplats innan han tog sin första vinst i karriärens sjätte start. Han sprang under sin karriär in 1 360 305 euro på 77 starter, varav 12 segrar, 15 andraplatser och 9 tredjeplats. Han tog karriärens största seger i Critérium des 4 ans (2014). Han har även segrat i Prix Emmanuel Margouty (2012), Prix de Berlin (2013), Prix Victor Régis (2013), Prix de Tonnac-Villeneuve (2014), Prix Jean Riaud (2015), Prix de l'Union Européenne (2015), Prix Chambon P (2015) och Prix de Bretagne (2015) samt kommit på andra plats i Critérium des Jeunes (2013), Prix Abel Bassigny (2013), Prix Jacques de Vaulogé (2013), Prix Marcel Laurent (2014), Prix de Bretagne (2014), Prix René Ballière (2015), Prix Jockey (2015), Critérium des 5 ans (2015) och på tredje plats i Prix Kalmia (2013), Prix Albert-Viel (2013), Prix Jules Thibault (2013), Prix d'Été (2015), Prix Ténor de Baune (2015).

## Statistik
| Statistik för Akim du Cap Vert (Ref.) | Statistik för Akim du Cap Vert (Ref.) | Statistik för Akim du Cap Vert (Ref.) | Statistik för Akim du Cap Vert (Ref.) | Statistik för Akim du Cap Vert (Ref.) | Statistik för Akim du Cap Vert (Ref.) |
| ------------------------------------- | ------------------------------------- | ------------------------------------- | ------------------------------------- | ------------------------------------- | ------------------------------------- |
| Starter                               | Placeringar                           | Startprissumma                        | Segerprocent                          | Platsprocent                          | Rekord                                |
| 77                                    | 12-15-9                               | 1 360 305 euro                        | 16 %                                  | 47 %                                  | 1.10,5ak,                             |

### Större segrar
| År   | Lopp                       | Kusk        | Vinstbelopp | Grupp   |
| ---- | -------------------------- | ----------- | ----------- | ------- |
| 2012 | Prix Emmanuel Margouty     | Franck Anne | 60 000 EUR  | Grupp 2 |
| 2013 | Prix Victor Régis          | Franck Anne | 54 000 EUR  | Grupp 2 |
| 2013 | Prix de Berlin             | Franck Anne | 38 250 EUR  | Grupp 3 |
| 2014 | Prix de Tonnac-Villeneuve  | Franck Anne | 54 000 EUR  | Grupp 2 |
| 2014 | Critérium des 4 ans        | Franck Anne | 108 000 EUR | Grupp 1 |
| 2015 | Prix de l'Union Européenne | Franck Anne | 72 000 EUR  | Grupp 2 |
| 2015 | Prix Chambon P             | Franck Anne | 54 000 EUR  | Grupp 2 |
| 2015 | Prix de Bretagne           | Franck Anne | 54 000 EUR  | Grupp 2 |